# Вълково (дем Неврокоп)
 Тази статия е за село Вълково в Гърция.  За селото в България вижте Вълково.  
Въ̀лково (на гръцки: Χρυσοκέφαλος, Хрисокефалос, до 1927 година Βούλκοβο или Βούλκοβον, Вулково или Вулковон) е село в Република Гърция, на територията на дем Неврокоп.

## География
Селото е разположено на 580 m надморска височина, на 5 km северно от демовия център Зърнево.

## История

### Етимология
Според Йордан Н. Иванов името на селото произхожда от личното име Вълко.

### В Османската империя
В съкратен регистър на тимари, зиамети и хасове в ливата Паша от 1519 година село Вълково (Вълкова) е вписано както следва - мюсюлмани: 14 домакинства, неженени - 9; немюсюлмани: 119 домакинства, неженени - 21, вдовици - 13. В съкратен регистър на санджаците Паша, Кюстендил, Вълчитрън, Призрен, Аладжа хисар, Херск, Изворник и Босна от 1530 година са регистрирани броят на мюсюлманите и немюсюлманите в населените места. Регистрирано е и село Вълково (Вълкова) с мюсюлмани: 15 домакинства, неженени - 2; немюсюлмани: 92 домакинства, неженени - 8, вдовици - 7. В списък на селищата и броя на немюсюлманските домакинства в част от вилаета Неврокоп от 16 ноември 1636 година село Вълково (Вълкова) е посочено като село, в което живеят 6 немюсюлмански семейства.
В XIX век Вълково е мюсюлманско село в Неврокопска каза на Османската империя. В 1848 година руският славист Виктор Григорович пише в „Очерк путешествия по Европейской Турции“, че жителите на Велково са турци. В „Етнография на вилаетите Адрианопол, Монастир и Салоника“, издадена в Константинопол в 1878 година и отразяваща статистиката на населението от 1873 година, Велково (Velkovo) е посочено като село със 75 домакинства и 170 жители мюсюлмани.
В 1891 година Георги Стрезов пише за селото:
| „ | Вълково, пада се на запад от Белотинци, 1 час до левия бряг на Панега. Сградено на хълмисто място. Жителите са по предимство земледелци. 100 къщи, турци. | “ |

Съгласно статистиката на Васил Кънчов („Македония. Етнография и статистика“) към 1900 година във Вълково живеят 550 българи мохамедани и 60 цигани. Пак според него в селото има 90 турски и 10 цигански къщи.

### В Гърция
През Балканската война селото е освободено от части на българската армия, но след Междусъюзническата война остава в Гърция. Според гръцката статистика, през 1913 година във Вълково (Βούλκοβον) живеят 1055 души. Селото пострадва от Първата световна война и населението му намалява.
През 1923 година жителите на Вълково са изселени в Турция и на негово място са заселени 131 гръцки бежански семейства с 511 жители. През 1927 година името на селото е сменено на Хрисокефалос. Жителите му се увеличават с приток на бежанци от околни села.
По време на Гражданската война (1946 - 1949) жителите му насилствено са изселени в Зърново. След успокояването на положението се завръща само част от тях.
Населението произвежда тютюн, жито, картофи и други земеделски продукти и се занимава и със скотовъдство.
| Име         | Име            | Ново име     | Ново име   | Описание                                |
| ----------- | -------------- | ------------ | ---------- | --------------------------------------- |
| Янова скала | Γιάννοβα Σκάλα | Крисопотамос | Χρυσότοπος | местност в Боздаг на ЮИ от Вълково      |
| Борвица     | Μπόρβιτσα      | Диакос       | Διάκος     | местност в Стъргач на З от Вълково      |
| Моран       | Μωράν Λόφος    | Кастро       | Κάστρο     | възвишение в Боздаг на И от Вълково     |
| Саръ Меше   | Σαρη Μεσέ      | Дрис         | Δρύς       | връх в Стъргач на СЗ от Вълково (853 m) |

| Година    | 1913 | 1920 | 1928 | 1940 | 1951 | 1961 | 1971 | 1981 | 1991 | 2001 | 2011 | 2021 |
| --------- | ---- | ---- | ---- | ---- | ---- | ---- | ---- | ---- | ---- | ---- | ---- | ---- |
| Население | 1055 | 789  | 592  | 979  | 653  | 701  | 428  | 334  | 271  | 301  | 344  | 108  |